# Garden Farms
Garden Farms est une census-designated place du comté de San Luis Obispo, dans l'État de Californie, aux États-Unis,. En 2020, elle compte une population de 449 habitants.